# Zbigniew Kapturski
Zbigniew Kapturski znany również jako "Golden" (ur. 1961, zm. 29 października 2015) – polski gitarzysta i wokalista związany ze sceną punkrockową i nowofalową.

## Życiorys
Karierę muzyczną zaczynał jako gitarzysta i wokalista jednej z pierwszych wrocławskich grupy punkrockowych – Sheck'80. Związany był również z grupą Stones Rock, z którą wystąpił w 1984 roku na Festiwalu Muzyków Rockowych w Jarocinie. W 1986 roku jako wokalista i gitarzysta znalazł się w nowym składzie reaktywowanego pod nazwą Klaus Mit Foch, zespołu Klaus Mitffoch, z którym w 1988 roku wydał album pt. Mordoplan. Zmarł 29 października 2015 roku w wyniku zawału serca.